# Roger Rasmussen (Poolbillardspieler)
Roger Rasmussen (* 21. Juli 1983) ist ein norwegischer Poolbillardspieler.

## Karriere
Im März 2012 nahm Roger Rasmussen erstmals an der Europameisterschaft teil. Dort gelang ihm im 14/1 endlos der Einzug ins Achtelfinale, das er gegen den Malteser Tony Drago verlor. Im 9-Ball und im 10-Ball kam Rasmussen auf den 33. Platz. Bei der EM 2014 erreichte er im 9-Ball und im 10-Ball das Sechzehntelfinale, in dem er Konstantin Stepanow beziehungsweise Ivo Aarts unterlag. Im 8-Ball belegte Rasmussen den 33. Platz. Im März 2015 erreichte er bei der EM die Finalrunde im 10-Ball sowie im 8-Ball und schied dort jeweils in der Runde der letzten 64 aus.
Mit der norwegischen Nationalmannschaft erreichte Rasmussen 2012 das EM-Viertelfinale und das Achtelfinale der Team-WM.